# Allée du Petit-Pont
L'allée du Petit-Pont est une voie de circulation des jardins de Versailles, en France.

## Description
L'allée du Petit-Pont débute à l'ouest sur l'allée Saint-Antoine et se termine environ 800 m à l'est sur l'avenue de Trianon.